# Sylvain Michel
Sylvain Michel, né le 27 octobre 1991, est un pilote de rallye français, originaire d'Albertville. Il remporte le championnat de France des rallyes en 2016 et le championnat de France des rallyes terre en 2018.

## Biographie
Il fait partie de l'ASA de Savoie, et roule sur Skoda Fabia R5.
Débutant en rallye en 2011, il remporte en 2016  le championnat de France des rallyes, devenant à 24 ans le plus jeune champion de France de rallye asphalte. Lors de cette saison, il termine 3e du rallye du Touquet,  2e du rallye Lyon-Charbonnières, 3e du rallye d'Antibes, 3e du Rallye du Limousin, 2e du rallye du Rouergue, 10e du rallye du Mont-Blanc et 3e du rallye du Var.
Avec Lara Vanneste, puis Jérôme Degout comme copilote, il participe aux épreuves de l'édition 2018 du championnat de France des rallyes sur Terre. Il remporte la deuxième épreuve, le Rallye Castine Terre d'Occitanie, ainsi que la sixième épreuve, le rallye Terre des Cardabelles. Après une lutte acharnée avec les pilotes de voitures WRC Thibaud Durbec et Lionel Baud au rallye Terre du Vaucluse, il remporte finalement le championnat de France des rallyes sur terre en 2018.

## Palmarès
- Champion de France des rallyes 2016 (231 points).
- Champion de France des rallyes sur terre 2018 (215 points).